# Kotajärvi (sjö i Finland, Lappland, lat 66,83, long 25,70)
Kotajärvi är en sjö i Finland. Den ligger i kommunen Rovaniemi i landskapet Lappland, i den norra delen av landet, 700 km norr om huvudstaden Helsingfors. Kotajärvi ligger 140,9 meter över havet. Arean är 46,8 hektar och strandlinjen är 2,76 kilometer lång. Sjön  ingår i Kemi älvs huvudavrinningsområde. 